# Sankt Valentin
- Uppslagsordet Valentine omdirigerar hit. För stridsvagnen, se Valentine (stridsvagn).

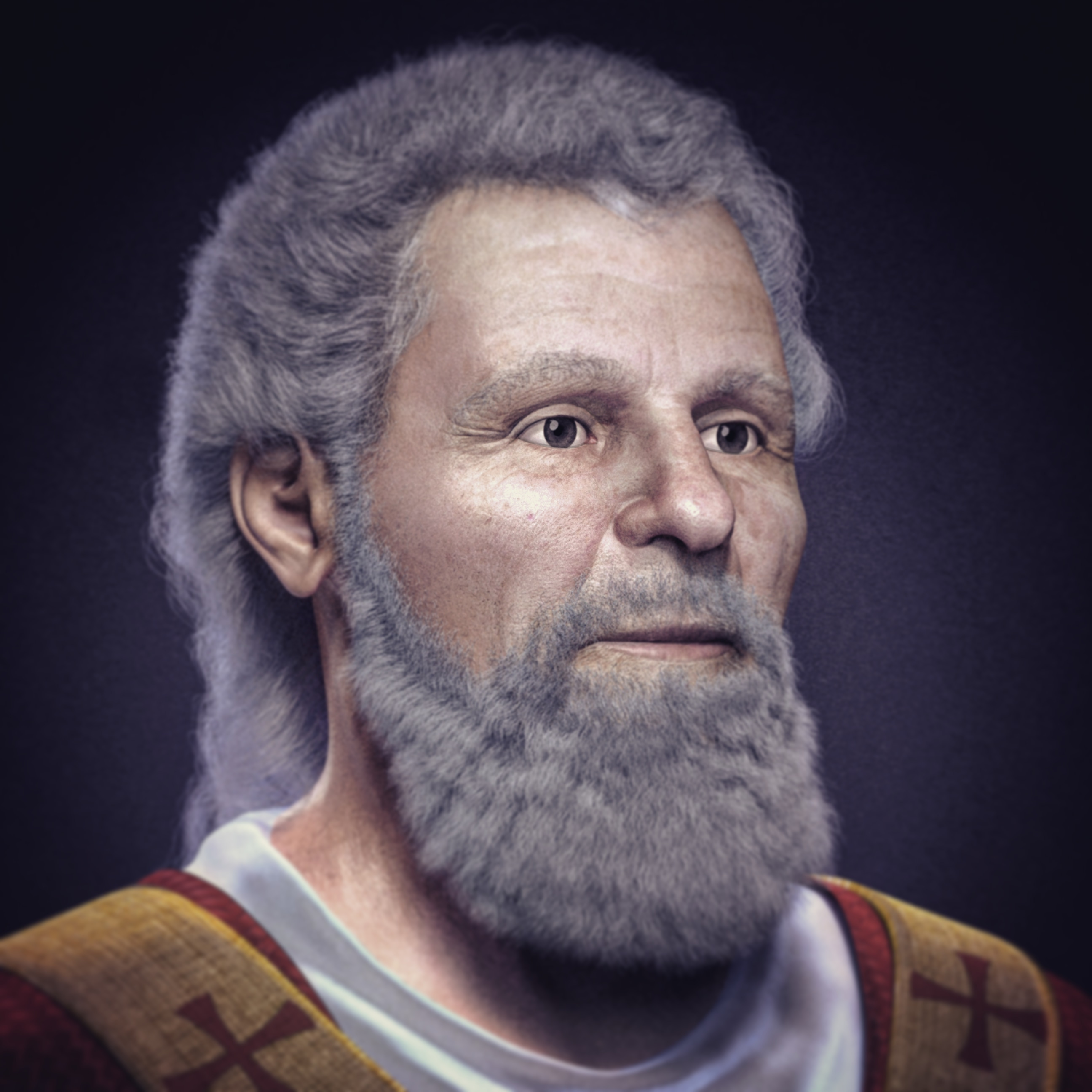
Rättsmedicinsk ansiktsrekonstruktion av en av de kända helgon som hette Valentin, gjord av konstnären Cicero Moraes.

Sankt Valentin eller Sankt Valentinus är beteckningen på åtminstone tre olika personer som led martyrdöden på 200- eller 300-talet. Det är oklart vilken av dem som gett upphov till minnesdagen den 14 februari.

## Valentinus, präst i Rom
Den kanske mest kända Sankt Valentin är Valentinus, en präst i antikens Rom. Han lär ha halshuggits den 14 februari 269 e.Kr., under kejsar Claudius II förföljelse av kristna. Han valde martyrdöden istället för att avsäga sig sin tro. Hans brott var att han skulle ha vigt kristna par.
I senare böcker utvidgas historien. Då berättas det bland annat i Jacobus de Voragines bok om hur han har hjälpt sin fångvaktares dotter att få tillbaka synen. Som tack skulle alla i fångvaktarens hushåll ha blivit kristna.

## Minnesdagen
Minnesdagen av Sankt Valentin firas sedan år 498 den 14 februari på anmodan av påven Gelasius I. Efter en allmän utrensning 1969 av helgon med legendursprung ur helgonförteckningen, firas Sankt Valentin inte längre officiellt inom den Romersk-katolska kyrkan.
De flesta av de traditioner och legender som förknippas med Sankt Valentin uppstod under medeltiden i Frankrike och England. Jacobus de Voragine skrev en populär bok (Legenda Aurea) cirka 1260 där detaljer om olika helgon skildras, och där bland andra Sankt Valentins gärningar beskrivs. Kopplingen till romantik och kärlek uppstod troligtvis genom en folklig föreställning om att fåglar i mitten av februari sökte och fann sin partner. Den engelske poeten Geoffrey Chaucer skrev på 1300-talet bland annat ett poem om detta:
For this was sent on Seynt Valentyne's day

Whan every foul cometh ther to choose his mate.

## Alla hjärtans dag
Firandet kring Sankt Valentin har, framför allt inom den anglosaxiska kultursfären, fortsatt in i våra dagar, och på senare år har seden att fira Alla hjärtans dag även fått fäste i Sverige.